# Commodore TV Game 2000K
Commodore TV Game 2000K (TV Game 2000K) је конзола за игру, производ фирме Комодор (Commodore) која је почела да се израђује у Сједињеним Америчким Државама током 197?. године.
Користила је MOSTek MPS-7601 као централни микропроцесор. Кориштено је 6 X LR6 батерије за напајање.

## Детаљни подаци
Детаљнији подаци о конзоли TV Game 2000K су дати у табели испод.
|                       |                                           |
| [ 1 ]                 |                                           |
| Произвођач            | Комодор                                   |
| Тип                   |                                           |
| Меморија              |                                           |
| Поријекло             | Сједињене Америчке Државе                 |
| Година                | 197?                                      |
| Тастатура             | 4 одвојиве палице за игру, Reset, Service |
| Процесор              |                                           |
| Фреквенција процесора |                                           |
| RAM                   |                                           |
| ROM                   |                                           |
| Текст                 |                                           |
| Графика               |                                           |
| Боја                  | да                                        |
| Звук                  | уграђени звучник                          |
| Димензије             | 21 фунта                                  |
| Портови               |                                           |
| Оперативни систем     |                                           |